# IC 74
IC 74 ist eine Elliptische Galaxie vom Hubble-Typ E3 im Sternbild Fische auf der Ekliptik. Sie ist rund 228 Millionen Lichtjahre von der Milchstraße entfernt und hat einen Durchmesser von etwa 25.000 Lichtjahren.
Im selben Himmelsareal befinden sich u. a. die Galaxien NGC 396 und IC 73.
Das Objekt wurde am 19. August 1892 vom französischen Astronomen Stéphane Javelle entdeckt.